# Cocha Resbaladero
La cocha Resbaladero es un manantial de aguas termales y minerales que aflora en la ciudad chilena de Pica ubicada en la Pampa del Tamarugal. Son utilizadas para la recreación y el esparcimiento de los ciudadanos y posteriormente para el riego de las plantaciones que son el motor de la economía de la zona.

## Hidrología
Es de general conocimiento que existen grandes acuíferos bajo la pampa. Risopatrón cifra su caudal en 37,2 l/s.

## Historia
Cocha es la palabra aymará para manantial.
Luis Risopatrón describe el manantial en su Diccionario Jeográfico de Chile de 1924:: 763 
Resbaladero (Vertiente del) 20° 30' 69° 20' De 33 °C de tempera tura, da 37,2 litros de agua por segundo i brota a la entrada de una pequeña galería, en una grieta abierta en la arenisca endurecida, a unos 500 m al N E del pueblo dé Pica. 63, p. 101; 77, p. 70; 95, p. 101; 96, p. 72; i 168, p. 44 i 46 plano; salitrera en 87, p. 839; i caserío en 164, vii, p. 983; i termas Baños de Resbaladero en 68, p. 37.